# Lepidocolaptes albolineatus
El trepatroncos listado (Lepidocolaptes albolineatus), también denominado trepatronco goteado, trepatroncos amazónico, trepatroncos lineado, trepador lineado  o trepadorcito goteado (en Venezuela), es una especie de ave paseriforme de la familia Furnariidae, subfamilia Dendrocolaptinae, perteneciente al numeroso género Lepidocolaptes. Es nativa del escudo guayanés en América del Sur.

## Distribución y hábitat
Se distribuye en el escudo guayanés y noreste de la cuenca amazónica en el este de Venezuela (Delta Amacuro, noreste de Bolívar), Guyana, Surinam, Guayana francesa y norte de Brasil (al norte del río Amazonas desde los ríos Negro y Branco al este hasta Amapá).
Esta especie es considerada poco común en su hábitat natural: el estrato medio y alto de la selva húmeda de terra firme, hasta los 1000 m de altitud.

## Descripción
El macho de trepatroncos listado mide de 17 a 19 cm de longitud y la hembra de 19 a 24 cm, y pesa entre 18 y 20,5 g. Su cabeza es de color marrón con puntos blancuzcos, anteados o canela. Su dorso y cola son de color castaño rojizo rufo. Tiene las partes inferiores marrón con estrías blancas de diseños característicos.

## Alimentación
Se alimenta principalmente de insectos y otros artrópodos, como arañas y además en ocasiones caza pequeños vertebrados, como  lagartijas y ranas. Busca alimento en la canopia alta, espigando y picoteando para atrapar las presas.

## Sistemática

### Descripción original
La especie L. albolineatus fue descrita por primera vez por el naturalista francés Frédéric de Lafresnaye en 1846, bajo el nombre científico «Dendrocolaptes albo-lineatus», su localidad tipo es: «Colombia o México, error = Cayena».

### Etimología
El nombre genérico masculino «Lepidocolaptes» se compone de las palabras del griego «λεπις lepis, λεπιδος lepidos»: escama, floco, y «κολαπτης kolaptēs»: picador; significando «picador con escamas»; y el nombre de la especie «albolineatus», se compone de las palabras  del latín «albus»: blanco, y «lineatus»: listado; significando «de listas blancas».

### Taxonomía
Es monotípica.
De acuerdo a estudios de filogenia molecular con base en datos de ADN mitocondrial se demostró la existencia de cinco grupos recíprocamente monofiléticos en el complejo Lepidocolaptes albolineatus, cada uno correspondiendo a taxones ya nombrados, excepto uno incluyendo aves al sur de los ríos Amazonas/Solimões y oeste del Madeira a quien se describió como la nueva especie Lepidocolaptes fatimalimae, Rodrigues et al. 2013. La distancia genética incorrecta, par a par, entre estos clados variaba desde 3.4% (entre duidae, fatimalimae, fuscicapillus, y layardi) a 5.8% (entre layardi y albolineatus). Vocalmente, estos cinco clados/taxones moleculares también probaron ser muy distintos, reforzando el argumento a su tratamiento como especies independientes. La Propuesta N° 620 al Comité de Clasificación de Sudamérica (SACC) aprobada en diciembre de 2013, reconoció la nueva especie L. fatimalimae y elevó al rango de especies plenas a las anteriormente subespecies de albolineatus Lepidocolaptes fuscicapillus, L. duidae y L. layardi (este último posteriormente considerado una subespecie de L. fuscicapilus).